# Stație de alimentare

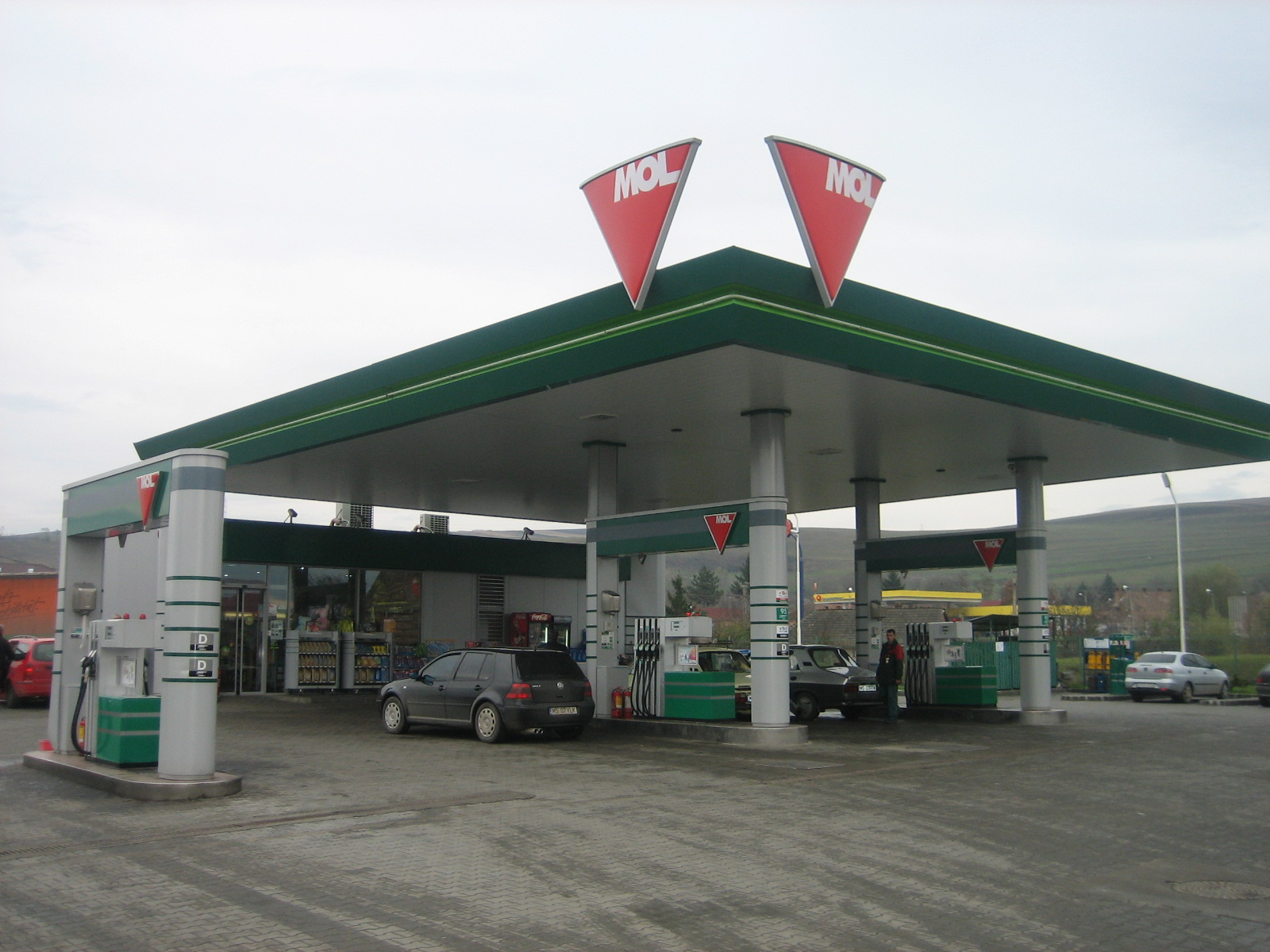
Stație de alimentare cu combustibil din Luduș, Transilvania, România

O stație de alimentare reprezintă cel mai frecvent o instalație care distribuie combustibili și lubrifianți sau energie electrică, de obicei pentru autovehicule. Cele mai frecvente tipuri de combustibili comercializați în prezent în asemenea stații sunt benzina, motorina și gazul petrolier lichefiat. În cazul distribuirii de energie electrică denumirea este de stație de încărcare. O stație de încărcare vinde numai energie electrică, iar o stație tipică (clasică) de alimentare poate fi denumită și stație de alimentare cu carburanți, benzinărie ș.a.
În asemenea stații, distribuitoarele de combustibil sunt folosite pentru a transfera combustibilul în vehicule și pentru a calcula costul financiar al cantității transferate acestuia. Aceste distribuitoare sunt de asemenea cunoscute sub diverse nume, cum ar fi pompe de benzină sau pompe de gaz.

## Arhitectura stațiilor de alimentare
Cele mai multe stații de alimentare sunt construite într-o manieră similară, cu cea mai mare parte a instalației de alimentare localizată subteran, cu pompele de combustibil în perimetrul interior și cu un punct de service în interiorul unei clădiri supraterane. Rezervoarele de combustibil – fie ele unice sau multiple – sunt de obicei localizate în subteran. Reglementările locale și preocupările pe plan local dintr-un areal, legate de mediu, pot impune la unele stații păstrarea combustibilului în tancuri sau rezervoare de suprafață.
Combustibilul este de obicei descărcat dintr-un camion-cisternă în rezervoare printr-un valvă separată, situată în perimetrul stației și ajunge din rezervoare la pompele de distribuție prin conducte subterane. Pentru fiecare dintre rezervoare este necesar să fie prevăzut accesul direct în orice moment. Cele mai multe dintre rezervoare pot fi accesate printr-un canal de serviciu direct din perimetrul stației.